# Орданя
45°31′ пн. ш. 18°17′ сх. д. / 45.52° пн. ш. 18.29° сх. д.
Орданя (хорв. Ordanja) — населений пункт у Хорватії, в Осієцько-Баранській жупанії у складі громади Кошка.

## Населення
Населення за даними перепису 2011 року становило 162 осіб.
Динаміка чисельності населення поселення:

## Клімат
Середня річна температура становить 11,06 °C, середня максимальна – 25,40 °C, а середня мінімальна – -6,04 °C. Середня річна кількість опадів – 679 мм.
| Клімат поселення                              | Клімат поселення | Клімат поселення | Клімат поселення | Клімат поселення | Клімат поселення | Клімат поселення | Клімат поселення | Клімат поселення | Клімат поселення | Клімат поселення | Клімат поселення | Клімат поселення | Клімат поселення |
| Показник                                      | Січ.             | Лют.             | Бер.             | Квіт.            | Трав.            | Черв.            | Лип.             | Серп.            | Вер.             | Жовт.            | Лист.            | Груд.            |                  |
| Середній максимум, °C                         | 5,75             | 8,00             | 12,55            | 17,16            | 22,24            | 25,40            | 25,31            | 24,80            | 20,58            | 15,21            | 9,30             | 5,34             |                  |
| Середня температура, °C                       | −0,15            | 2,10             | 6,67             | 11,26            | 16,33            | 19,48            | 21,38            | 20,88            | 16,68            | 11,30            | 5,40             | 1,40             |                  |
| Середній мінімум, °C                          | −6,04            | −3,81            | 0,77             | 5,37             | 10,44            | 13,58            | 17,46            | 16,95            | 12,70            | 7,39             | 1,46             | −2,51            |                  |
| Норма опадів, мм                              | 43               | 39               | 40               | 52               | 64               | 87               | 64               | 61               | 51               | 59               | 66               | 53               |                  |
| Середньомісячна швидкість вітру, м/с          | 2.23             | 2.50             | 2.80             | 2.70             | 2.40             | 2.20             | 2.11             | 1.99             | 1.94             | 2.04             | 2.20             | 2.30             |                  |
| Середньомісячна сонячна радіація, кДж/м²·день | 4221             | 6935             | 10881            | 15372            | 19241            | 21454            | 22098            | 20305            | 14930            | 9275             | 4784             | 3526             |                  |
| --------------------------------------------- | ---------------- | ---------------- | ---------------- | ---------------- | ---------------- | ---------------- | ---------------- | ---------------- | ---------------- | ---------------- | ---------------- | ---------------- | ---------------- |
| Джерело:                                      |                  |                  |                  |                  |                  |                  |                  |                  |                  |                  |                  |                  |                  |